# Coła Dragojczewa
Coła Ninczewa Dragojczewa (bułg. Цола Нинчева Драгойчева; ur. 30 sierpnia 1898 w Bjałej Słatinie, zm. 26 maja 1993 w Sofii) – bułgarska nauczycielka i komunistka, działaczka Bułgarskiej Partii Komunistycznej, w latach 1947-1957 minister poczt, telegrafów i telefonów – pierwsza kobieta-minister w dziejach Bułgarii.

## Życiorys
Była córką Himzo i Peli Dragojczewów. Ukończyła szkołę pedagogiczną w Sofii i podjęła pracę w zawodzie nauczycielki. Od 1919 działała w Bułgarskiej Partii Komunistycznej. Wzięła aktywny udział w rebelii komunistycznej w 1923 (tzw. powstanie wrześniowe). Za ten czyn stanęła przed sądem i została skazana na 15 lat więzienia i pozbawienie prawa do wykonywania zawodu nauczycielki. W 1924 opuściła więzienie w wyniku amnestii i powróciła do pracy partyjnej. Aresztowana ponownie w 1925 po zamachu bombowym na cerkiew Sweta Nedela. Skazana na karę śmierci, uniknęła kary z uwagi na to, że w chwili aresztowania była w ciąży. Syna Czawdara urodziła w więzieniu.

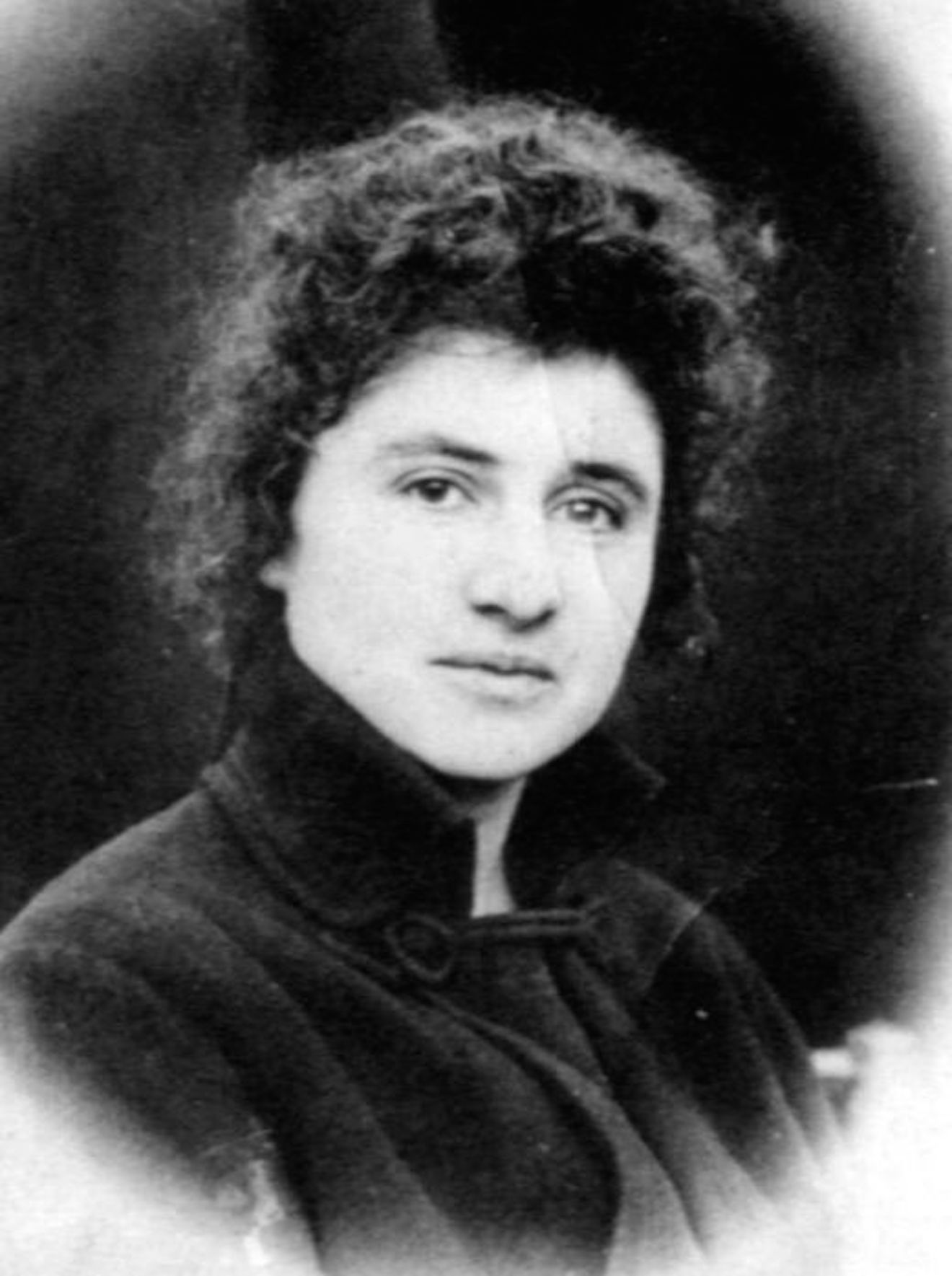
Coła Dragojczewa w latach młodości

W 1932 opuściła więzienie na mocy amnestii i wyjechała do Moskwy, gdzie ukończyła Międzynarodową Szkołę Leninowską i podjęła pracę w sekretariacie Kominternu. W 1936 powróciła do Bułgarii i została wybrana do Komitetu Centralnego Bułgarskiej Partii Komunistycznej. W 1941 została członkinią Biura Politycznego partii.
W czasie II wojny światowej działała w ruchu oporu, pod przybranym nazwiskiem Anna Cwetanowa. Aresztowana w sierpniu 1941 trafiła do obozu Gonda Voda k. Asenowgradu, gdzie przebywała cztery miesiące. Po objęciu władzy przez komunistów w Bułgarii zajęła mieszkanie, które należało poprzednio do ks. Cyryla, brata cara Borysa III, rozstrzelanego przez komunistów. W 1944 otrzymała funkcję sekretarza generalnego Frontu Ojczyźnianego i przewodniczącej Bułgarskiego Związku Kobiet. W roku 1947 objęła funkcję ministra poczty, telegrafów i telefonów w rządzie Georgi Dimitrowa. Pełniła tę funkcję przez dziesięć lat. W 1957 stanęła na czele Towarzystwa Przyjaźni Bułgarsko-Sowieckiej. Do roku 1990 zasiadała w Komitecie Centralnym BPK. W latach 1946–1990 była deputowaną do Zgromadzenia Narodowego.
Pisała pamiętniki, w których szeroko przedstawiała stosunek Bułgarskiej Partii Komunistycznej do kwestii macedońskiej. Zmarła w Sofii w 1994.

## Publikacje
- 1944: Младежта и Отечественият фронт. Речи на Цола Драгойчева
- 1972-1979: Повеля на дълга. Спомени и размисли
- 1976: Българо-съветската дружба – двигателна сила за възход на НРБ

## Odznaczenia i nagrody
W latach 1958–1983 pięciokrotnie odznaczana Orderem Georgi Dimitrowa. W 1968 odznaczona Orderem Lenina. W 1973 odznaczona Orderem Przyjaźni Narodów. W 1971 nagrodzona Leninowską Nagrodą Pokojową. W 2015 imieniem Coły Dragojczewej nazwano plac w Bjałej Słatinie.